# Lorymana noctuiformis
Lorymana noctuiformis är en fjärilsart som beskrevs av Embrik Strand 1915. Lorymana noctuiformis ingår i släktet Lorymana och familjen mott. Inga underarter finns listade i Catalogue of Life.